# Klarissenkloster Windhoek
Das Klarissenkloster Windhoek (englisch Jesus, Mary, Joseph Monastery) der Poor Clare Sisters in der namibischen Hauptstadt Windhoek ist eine 1996 erfolgte Gründung einer Gruppe von Nonnen aus dem Kloster von Lilongwe in Malawi. Die Gründung geschah auf Wunsch des verstorbenen Erzbischofs Bonifatius Haushiku, dem Erzbischof von Windhoek.
Abgesehen von 6 bis 8 Stunden des Gebets, unterhalten die Schwestern das Haus und die Gärten. Sie fertigen die liturgischen Gewänder für die Marien-Kathedrale an und nähen Uniformen für den Kindergarten der Kathedrale.
Das Kloster gehört zur Römisch-katholischen Kirche in Namibia.